# Bratři Wrightové

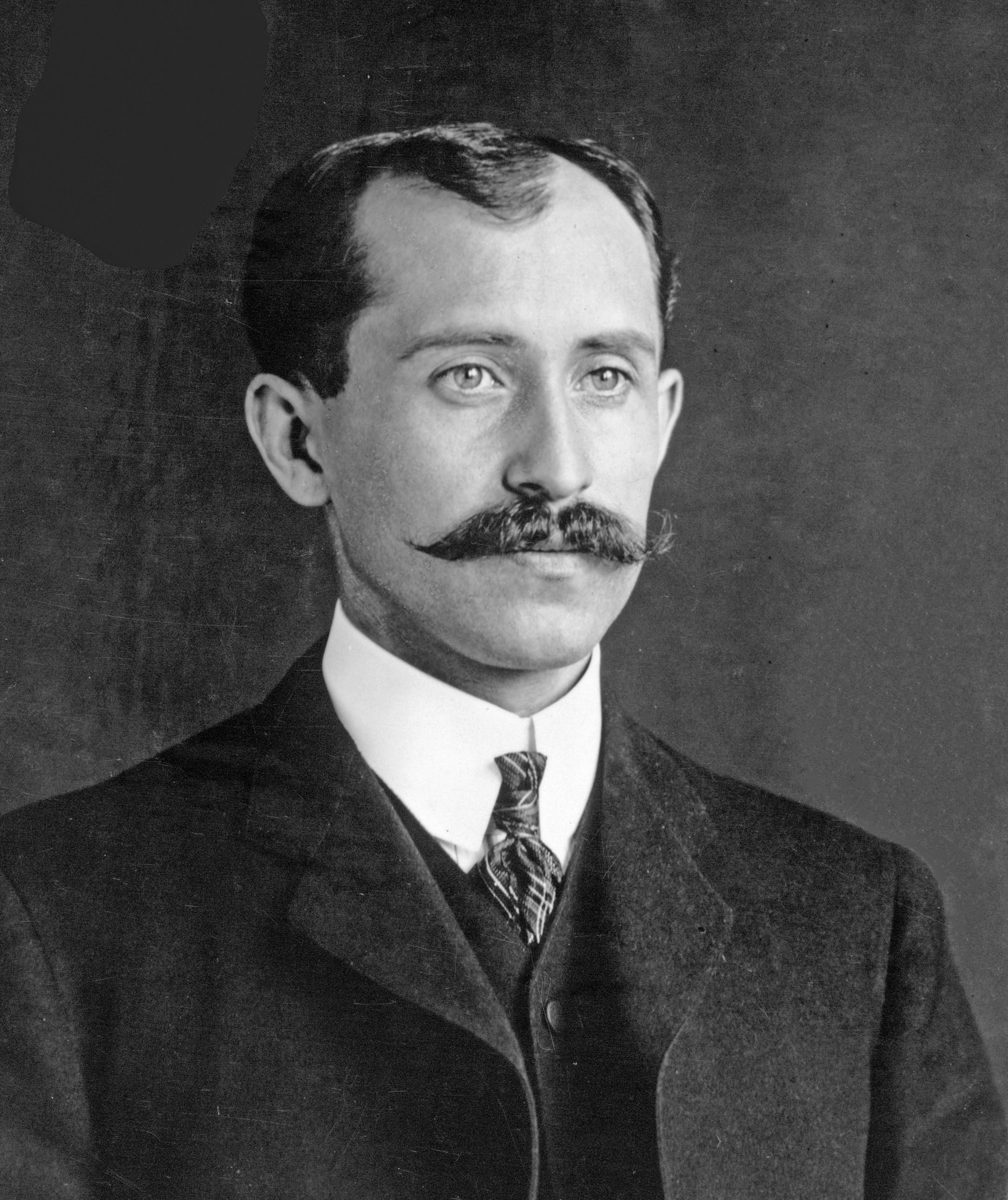
Orville Wright

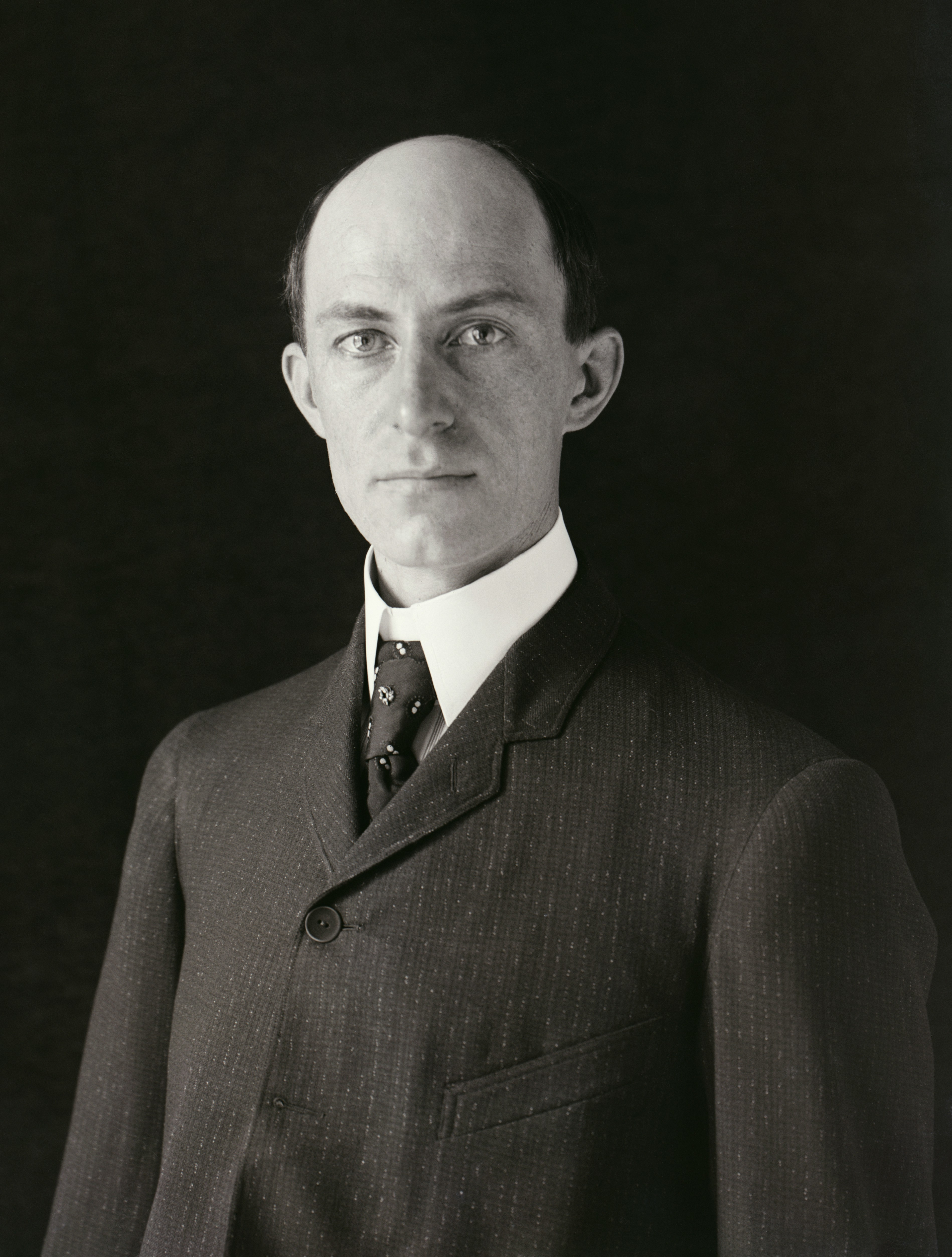
Wilbur Wright

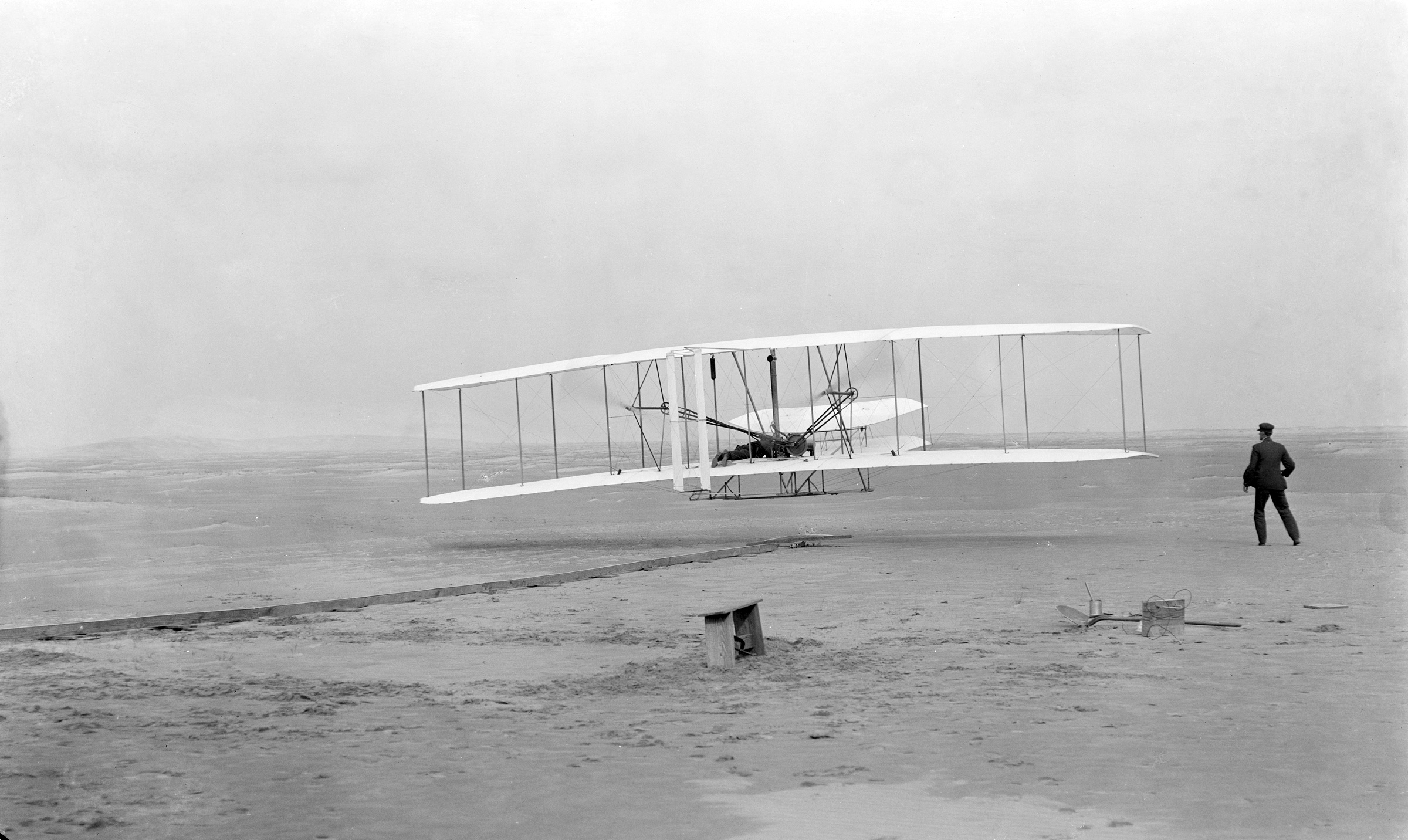
První let, 17. prosinec 1903

Bratři Orville (19. srpna 1871 – 30. ledna 1948) a Wilbur (16. dubna 1867 – 30. května 1912) Wrightovi byli tvůrci prvního letadla těžšího než vzduch (Wright Flyer). Oba bratři se závodně věnovali cyklistice. Ani jeden z nich neměl potřebné vzdělání, ale byli velmi zruční. Obdivovali plachtění, které bylo novým sportem. Rozhodli se, že se pokusí postavit kolo s křídly a benzínovým motorem, který by je poháněl.

## První pokusy
Oba bratři absolvovali střední školu. Vyrůstali v Daytonu, kde si otevřeli dílnu na opravy jízdních kol. Od roku 1892 zde kola také navrhovali a vyráběli (Wright Cycle Company). Takto si vydělávali na financování svých experimentů s létáním. Na základě prací Sira George Cayleyho, Octava Chanuteho, Otto Lilienthala a Samuela Pierpont Langleyho začali v roce 1899 s pokusy. Zlepšili řízení letadla, na rozdíl od ostatních, kteří se snažili hlavně zvýšit výkonnost. Vyvinuli systém ovládání letadla okolo tří os a tím zavedli principy ovládání, které se používají dodnes.
Jejich zaměstnanec Charlie Taylor postavil aerodynamický tunel, ve kterém vyzkoušeli více než 200 různých tvarů křídel a vytvořili vlastní tabulky o působení vztlaku vzduchu na tvar křídla. Jejich zkušenosti s jízdními koly, převody, malými bicyklovými motory a rovnováhou měly velký význam pro jejich úspěšný projekt vytvoření mechanického letadla. Na výzkumech pracovali vždy společně a oba tak mají stejnou zásluhu na vývoji letadla.

## Lety
Bratři Wrightové se zaobírali víc ovládáním letadla než jeho pohonem a samotným vzletem ze země. Proto nejdříve vyráběli kluzáky (od roku 1899), na kterých používali složitý systém nazývaný „wing warping“ („zkroucení křídel“). Když se křídlo zkroutilo, mělo větší vztlak a ten dokázal zvednout křídlo do vzduchu. Ovládání se provádělo kroucením konců křídel pomocí drátů, které držel pilot. Zatáhnutím za dráty mohl naklonit křídlo a zatočit.
V roce 1900 přestěhovali pokusy do Kitty Hawk v Severní Karolíně, aby pokračovali v práci. Kitty Hawk (přesněji písečnou dunu Kill Devil Hill) si vybrali díky údajům National Weather Service pro její silné a stálé větry, ale také díky její odlehlosti, poskytující soukromí. Experimentovali s kluzáky od roku 1900 do roku 1902, přičemž každý rok zkonstruovali nový. Jejich poslední kluzák Wright Glider z roku 1902 měl mnoho důležitých inovací. Letěli s ním víc než tisíckrát. 23. března 1903 si dali patentovat nový způsob řízení, který byl postaven na ovládaní letadla okolo tří os. Zkroucení křídla zabezpečilo naklápění doprava nebo doleva, přední výškové kormidlo umožňovalo usměrnění letu směrem dolů nebo nahoru, a zadní směrovka sloužila k zatáčení okolo svislé osy. Patent byl zapsán 22. května 1906, jako „U.S. patent“ číslo 821,393 – „Flying Machine“.
V roce 1903 postavili Wright Flyer později zvaný Flyer I (avšak dnes je známý spíš jako Kitty Hawk). Použili vlastnoručně vyrobenou vrtuli a motor na míru vyrobený v jejich obchodě s koly v Daytonu. Motor byl lepší než běžné motory té doby. Měl dostatečně nízký poměr hmotnosti k výkonu, aby mohl být použit v letadle, a k převodu používal řetěz z bicyklu. 17. prosince 1903 vzlétli, každý dvakrát. První letěl Orville, let byl dlouhý 39 metrů a trval 12 sekund. Byl zachycen na jejich nejznámější fotografii. Čtvrtý let toho dne byl jediným skutečně řízeným letem. Wilbur Wright letěl 279 metrů a let trval 59 sekund. Stavba letadla Flyer I stála méně než tisíc dolarů. Rozpětí křídel bylo 12 metrů, hmotnost 340 kg a jeho 77 kilogramový motor měl výkon 12 koňských sil (9 kW). Lety pozorovali čtyři záchranáři a jeden chlapec z městečka. Byly to tedy první prokazatelné veřejné lety. Místní noviny ihned popsaly tuto událost, ale velmi nepřesně. Jen jediné noviny (Cincinnati Enquirer) druhý den vydaly o pokusech bratří Wrightů podrobný článek. Na místě prvního letu dnes stojí Národní památník bratří Wrightů.
Brzy po prvním letu Wrightové požádali o patent na letadlo, ale až do roku 1908 nelétali – zřejmě v obavě o prozrazení jejich patentu. Původní patent byl zamítnut, později však získali patent na způsob řízení letu křivením konců křídel.
Jejich prvenství v oblasti motorového létání je zpochybňováno. Hlavním soupeřem o prvenství byl amatérský konstruktér Gustave Whitehead, který by podle některých zdrojů měl být prvním člověkem, který uskutečnil let s letounem těžším vzduchu poháněným motorem.
Dne 14. května 1908 bratři Wrightové v Kitty Hawk testovaly upravený dvoumístný letoun Wright Flyer III. Letoun objednala americká armáda, přičemž schopnost nést pasažéra byla podmínkou pro jeho zakoupení. V uvedený den se v tomto letounu dvakrát svezl jejich mechanik Charles William Furnas. Při prvním letu pilotoval Wilbur a při druhém Orwille. Furnas se tak stal prvním pasažérem letounu (tedy letadla těžšího než vzduch).